# Going to California
Going to California är en sång skriven av Jimmy Page och Robert Plant, framförd av Led Zeppelin på albumet Led Zeppelin IV släppt 1971. Låten ska visst handla om den kanadensiska sångerskan Joni Mitchell som Robert Plant var förälskad i[källa behövs]. De instrument som används är gitarr (Jimmy Page), mandolin (John Paul Jones) och tamburin (John Bonham).